# Fallodon
Fallodon ist eine Ortschaft bei Alnwick in der Grafschaft Northumberland, England. Sie ist Geburtsort einiger Politiker und Militärs der Adelsfamilie der Grey. Im Jahr 1951 hatte es eine Bevölkerung von 49 Einwohnern.

## Persönlichkeiten
- Charles Grey, 2. Earl Grey (1764–1845), britischer Politiker
- Edward Grey, 1. Viscount Grey of Fallodon (1862–1933), britischer Politiker